# Bobby Schofield
Bobby Schofield (* 2. April 1993 in Kirkby, Merseyside, England) ist ein britischer Schauspieler.

## Leben
Schofield wurde am 2. April 1993 in Kirkby bei Liverpool als Sohn des Schauspielers Andrew Schofield und Angela Schofield geboren. In seiner Geburtsstadt besuchte er die All Saints Catholic High School. Erste Erfahrungen als Schauspieler sammelte er auf verschiedenen Bühnen. So wirkte er in Stücken des Everyman Youth Theatre mit. Bereits in Kindesalter wirkte er in einem Kurzfilm und als Episodendarsteller in einer Fernsehserie mit. Er studierte am City of Liverpool College Darstellende Kunst und Musiktheater. 2014 spielte er in zwei Episoden der Fernsehserie Doctors in der Rolle des Ed Walker mit. Im selben Jahr stellte er die Rolle des Tobin im Film Black Sea dar. Von 2017 bis 2018 stellte er in der Fernsehserie Knightfall die Rolle des Parsifal dar. 2018 war er im Film The Catcher Was a Spy als Bill Dalton zu sehen. 2021 verkörperte er die Rolle des Jared im Horrorfilm Don’t Breathe 2.

## Filmografie (Auswahl)
- 2002: The Complaint (Kurzfilm)
- 2004: Grange Hill (Fernsehserie, Episode 27x20)
- 2010: Reds & Blues: The Ballad of Dixie & Kenny
- 2014: Doctors (Fernsehserie, 2 Episoden)
- 2014: A Complicated Way to Live (Kurzfilm)
- 2014: Our World War (Miniserie, Episode 1x02)
- 2014: Black Sea
- 2016: Holes in their Souls (Kurzfilm)
- 2016: Spilt Milk (Kurzfilm)
- 2016: The Watchman (Fernsehfilm)
- 2016: Harley & the Davidsons – Legende auf zwei Rädern (Harley and the Davidsons, Miniserie, Episode 1x02)
- 2017–2018: Knightfall (Fernsehserie, 10 Episoden)
- 2018: The Catcher Was a Spy
- 2019: The Devil’s Harmony (Kurzfilm)
- 2019: Johanna – Eine (un)typische Heldin (How to Build a Girl)
- 2020: Inside No. 9 (Fernsehserie, Episode 5x03)
- 2020: Anthony (Fernsehfilm)
- 2021: Locked Down
- 2021: Cherry – Das Ende aller Unschuld (Cherry)
- 2021: Time (Fernsehserie, 2 Episoden)
- 2021: Don’t Breathe 2
- 2022: Anne (Miniserie, 4 Episoden)
- 2022: The Suspect (Fernsehserie, 5 Episoden)
- seit 2022: SAS: Rogue Heroes (Fernsehserie)